# Yeix Atid
Yeix Atid (hebreu: יש עתיד‎, literalment Hi ha Futur) és un partit polític israelià creat el 2012 per Yair Lapid. El partit va irrompre a la Kenésset com a segona força política del país arran de les eleccions legislatives de 2013, on va recollir 507.879 vots, el 14,19% i 19 diputats.

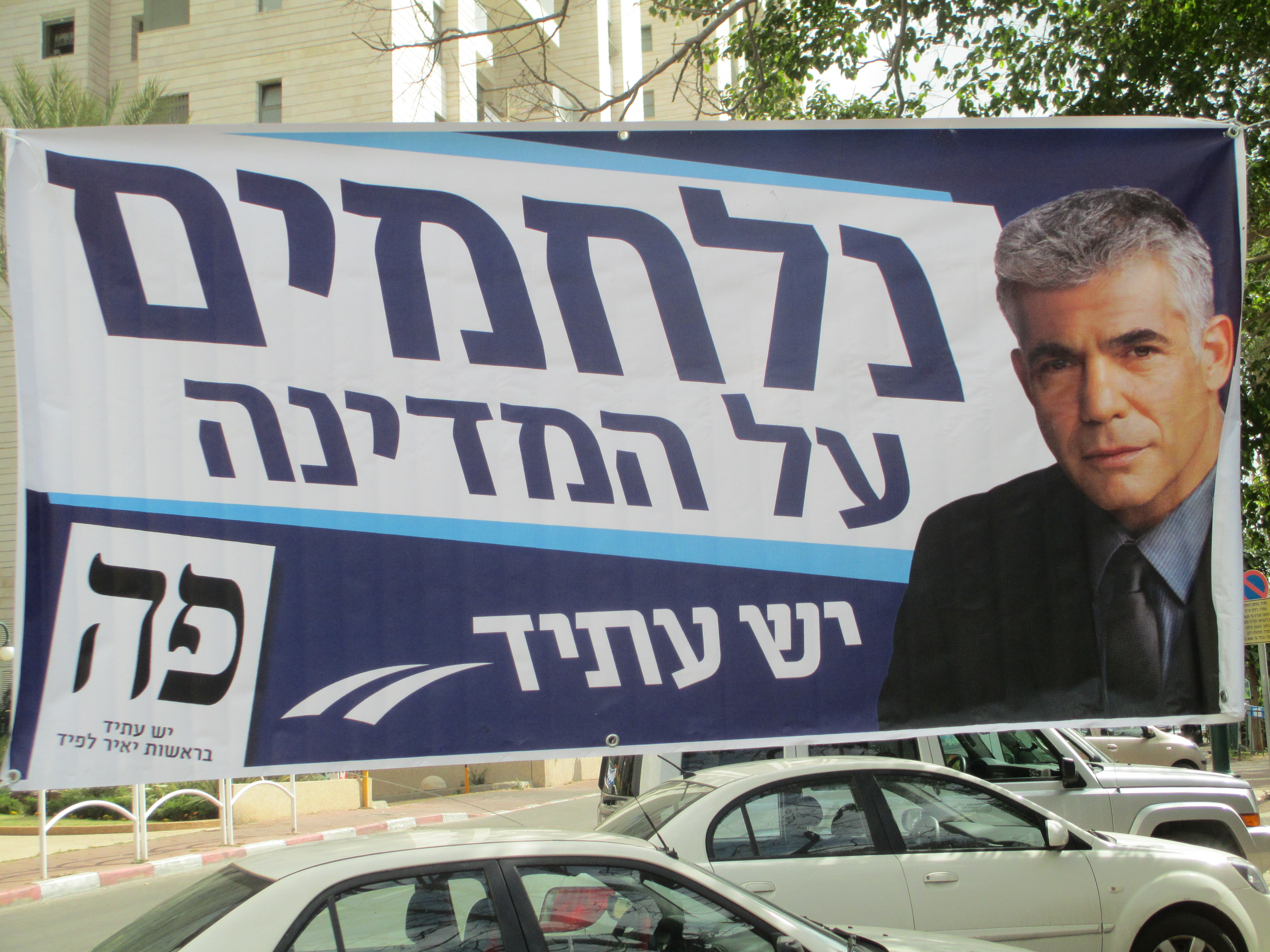
Cartell de la campanya de Yeix Atid per a les eleccions de 2015

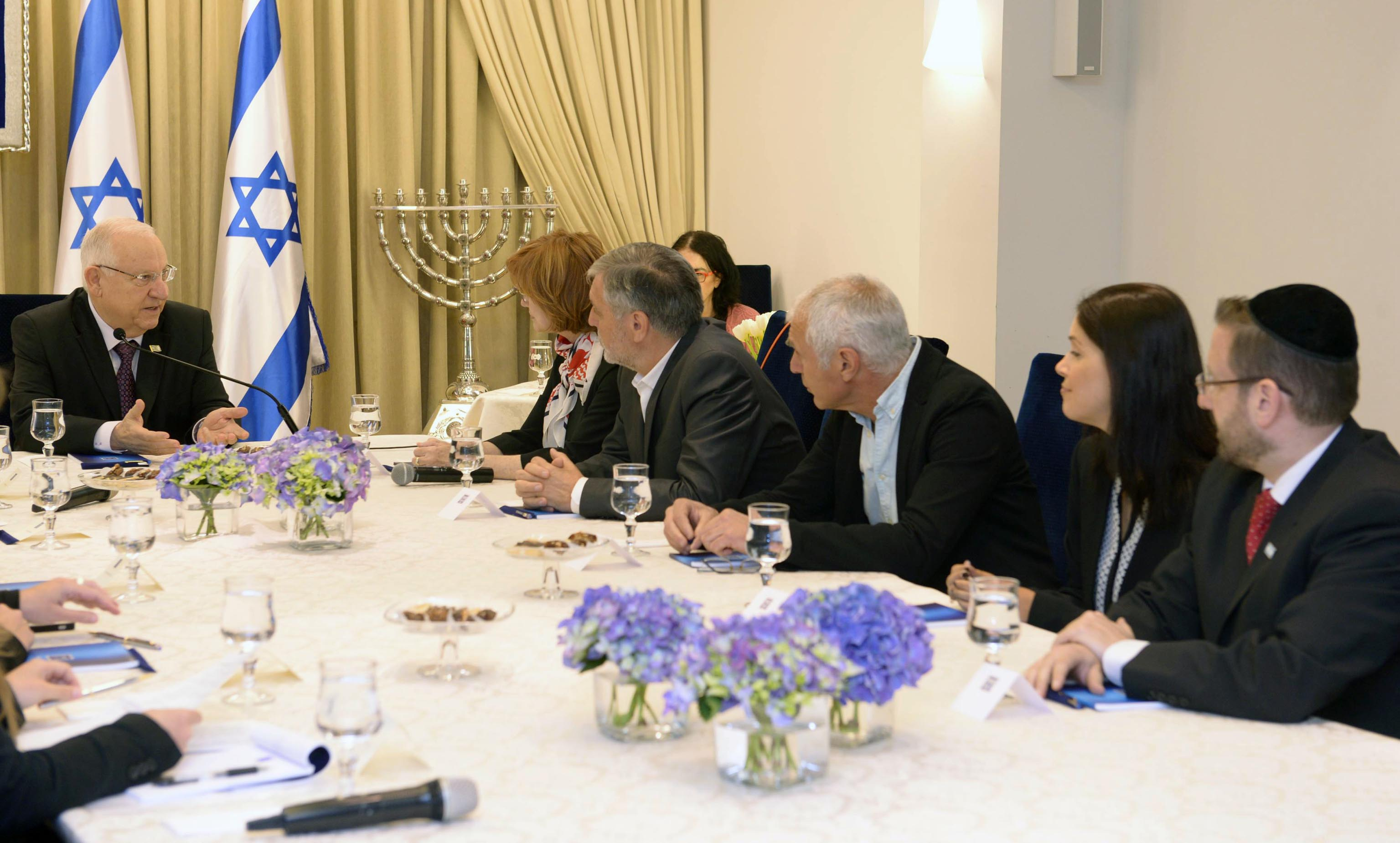
El president d'Israel, Reuven Rivlin, reunit amb membres de Yeix Atid després de les eleccions de 2015

## Història
El gener de 2012, Yair Lapid, periodista i fill del polític Yossi Lapid, fundador del Xinnuy, anuncia l'entrada en política i la creació d'un partit per a les properes eleccions legislatives que estaven previstes per a l'octubre de 2013. Yair Lapid detalla la plataforma electoral del seu partit. El reglament intern i els estatuts del partit, que donen tots els poders a Yair Lapid i li garanteixen quedar de president fins almenys el 2020, han estat criticats per nombrosos observadors i personalitats polítiques israelianes.
Entre els cent fundadors del partit no hi ha cap personalitat política influent.
Dins el context polític israelià de 2012, el punt del programa electoral que rep més atenció és l'obligació de fer el servei militar (o civil) en les Forces de Defensa d'Israel als haredim.
El tercer govern de Binyamín Netanyahu va sortir de les eleccions legislatives d'Israel de 2013 i va prendre possessió el 18 de març de 2013 fou coalició de Likkud-Yisrael Beiteinu, Yeix Atid, La Llar Jueva i Hatnuah. El 2 de desembre de 2014, Netanyahu va destituir la ministra de Justícia Tzipi Livni, de Hatnuah i la ministra de Finances Yair Lapid de Yeix Atid, per la seva oposició a la lluita contra el programa nuclear de l'Iran, aconseguir que els palestins reconeguin Israel com a Estat jueu i continuar construint a les zones ocupades de Jerusalem est, i quatre ministres més de Yeix Atid van dimitir provocant la convocatòria de noves eleccions per al 17 de març de 2015, en les que el partit va perdre força i va passar a l'oposició.

### Blau i Blanc
El 21 de febrer de 2019 es va anunciar que Yeix Atid s'unia als partits Resiliència per a Israel liderat per Benny Gantz i Telem per tal de formar una aliança centrista per a les pròximes eleccions legislatives del 9 d'abril de 2019. Aquesta coalició s'anomena Blau i Blanc. Després de tres eleccions consecutives, finalment, després de les de 2020, Gantz pactà un govern d'unitat amb Netanyahu en el qual cadascú exerciria de primer ministre durant un any i mig. Això provocà el trencament de la coalició Blau i Blanc atès que Yeix Atid i la majoria de membres del Telem no donaren suport al pacte. Les diverses faccions de la coalició acordaren que Benny Gantz i els quinze parlamentaris del seu partit Resiliència per a Israel conservarien el nom de Blau i Blanc mentre que els 13 parlamentaris de Yeix Atid i 3 del Telem formarien el grup parlamentari Yeix Atid-Telem que romandria a l'oposició, i dos diputats del Telem formaren el nou partit Derech Eretz, que es coordinaria amb Blau i Blanc i s'uniria a la coalició de govern, una parlamentària passà de Yeix Atid a Resiliència per a Israel i una altra a la inversa.

### Govern rotatori
Després de les eleccions de 2021, s'arribà a un acord de govern de Yamina, Yeix Atid, Blau i Blanc, Partit Laborista, Yisrael Beiteinu, Nova Esperança, Mérets, i la Llista Àrab Unida que preveia que Naftali Bennett de Yamina seria primer ministre fins al 27 d'agost de 2023, moment en què Yair Lapid, líder de Yeix Atid, agafaria el relleu com a primer ministre i que l'acció de govern se centraria en l'economia i en temes socials, emfatitzant la recuperació després de la Pandèmia de COVID-19. El 30 de juny de 2022, després de l'agreujament de les diferències entre els partits del govern i de patir algunes desercions que els feren perdre la majoria parlamentària, la Kenésset va aprovar la seva dissolució i convocatòria d'eleccions i, segons els acords de coalició, Yair Lapid fou nomenat Primer ministre d'Israel a partir del dia 1 de juliol fins que després de les eleccions legislatives d'Israel de 2022, Netanyahu tornà a ser nomenat primer ministre el 29 de desembre de 2022.

## Programa i ideologia

### Vuit objectius del partit
En la demanda presentada al registre de partits, Yair Lapid ha enumerat vuit objectius per a Yeix Atid. Segons aquesta declaració, els objectius del partit són els següents:
- Modificació de les prioritats d'Israel, posant l'accent sobre la vida civil: l'educació, l'habitatge, la sanitat, els transports i la policia, així com la millora de les condicions de la classe mitjana.
- La igualtat en l'educació: tots els alumnes de les escoles israelianes han de ser escolaritzats, tots els israelians seran enrolats a l'exèrcit i tots els ciutadans israelians seran encoratjats a cercar feina, inclosos els ultraortodoxos.
- Lluitar contra la corrupció política, inclosa la corrupció en el si del Govern sota la forma d'institucions com el ministre sense cartera, optant per un govern de màxim 18 ministres i enfortir la preeminència del dret a la protecció de l'Estatut de la Cort Suprema de Justícia.
- El creixement i l'eficàcia econòmiques: la creació de motors de creixement com a mitjà de lluita contra la pobresa, la lluita contra la burocràcia, l'eliminació d'obstacles per als emprenedors, la millora del sistema de transport, la reducció del cost de la vida i de l'habitatge i la millora de la mobilitat social gràcies a la l'ajuda a les petites empreses.
- Una llei sobre l'educació en cooperació amb els sindicats de mestres i professors, eliminació de la major part dels exàmens de selectivitat i l'augment de l'autonomia de les escoles.
- Promulgar una Constitució per a regir les relacions establertes entre els grups de població d'Israel.
- Lluitar per la pau conforme a un pla de dos Estats per a dos pobles, tot conservant els grans blocs de colonització israeliana i garantint la seguretat d'Israel.

## Líders
|  | Líder | Líder      | Inici | Final        |
|  | ----- | ---------- | ----- | ------------ |
|  |       | Yair Lapid | 2012  | En el càrrec |

## Resultats a les eleccions a la Kenésset
| Any        | Líder      | Vots                          | %                             | Escons   | +/- | Estatus     |
| ---------- | ---------- | ----------------------------- | ----------------------------- | -------- | --- | ----------- |
| 2013       | Yair Lapid | 543.458 (#2)                  | 14,33                         | 19 / 120 | -   | Coalició    |
| 2015       | Yair Lapid | 371.602 (#4)                  | 8,81                          | 11 / 120 | 8   | Oposició    |
| Abril 2019 | Yair Lapid | Dins la coalició Blau i Blanc | Dins la coalició Blau i Blanc | 15 / 120 | ▲ 4 | Anticipades |
| Set. 2019  | Yair Lapid | Dins la coalició Blau i Blanc | Dins la coalició Blau i Blanc | 13 / 120 | 2   | Anticipades |
| 2020       | Yair Lapid | Dins la coalició Blau i Blanc | Dins la coalició Blau i Blanc | 13 / 120 | =   | Oposició    |
| 2021       | Yair Lapid | 614.112 (#2)                  | 13,93                         | 17 / 120 | ▲ 4 | Govern      |
| 2022       | Yair Lapid | 847.315 (#2)                  | 17,79                         | 24 / 120 | ▲ 7 | Oposició    |